# 索馬里人
索馬里人（索馬里語: Soomaali, صوماليون）是一個居住在非洲之角（索馬里半島）的民族，他們主要講索馬里語（屬於亞非語系下的庫希特語族）。絕大多數的索馬里人信奉伊斯蘭教遜尼派，且他們多數分布於索馬利亞、索馬利蘭、衣索比亞、肯亞以及吉布地。而索馬里人的移民社群也可見於中東、北美、大洋洲、以及歐洲，另外有許多人因為索馬里內戰關係而疏散前往中东、北美和歐洲。
他们可分为游牧与務农两种。

## 辭源
索馬雷，是索馬里族各部落最古老的共同祖先，她也被普遍認為是現今索馬里人的民族根源。“索馬里”這個名字可能最初源自於“soo”與“maal”兩個字，兩者結合之後的意思為“起身去擠奶”，一個對過著田園生活之索馬里人的描述。而另一可信辭源為來自於阿拉伯語“富有（dhawamaal）”這個單字，透露出索馬里人擁有興旺的牲畜。
一份來自九世紀的古中國文件提及了索馬利亞北海岸，是一個位於東北非的邊疆區域，名為“巴巴拉”，透露出那裏是柏柏人（含米特人種）的居住地。而第一份正式提起索馬里人的書面文件追溯至十五世紀。那時定都於塞拉的伊法特蘇丹國與統治衣索比亞的所羅門王朝之間爆發了一場戰爭，而衣索比亞皇帝以薩一世為了慶祝對蘇丹國的軍事勝利，他要一位大臣編一首凱旋曲，而出現在歌詞裡的單詞“Simur”就是古代衣索比亞哈拉里人（阿拉伯語：هراري‎  哈拉里語：ሐረሪ）對索馬里人的別稱。

## 民族分佈、人口與語言

### 人口與地理分布

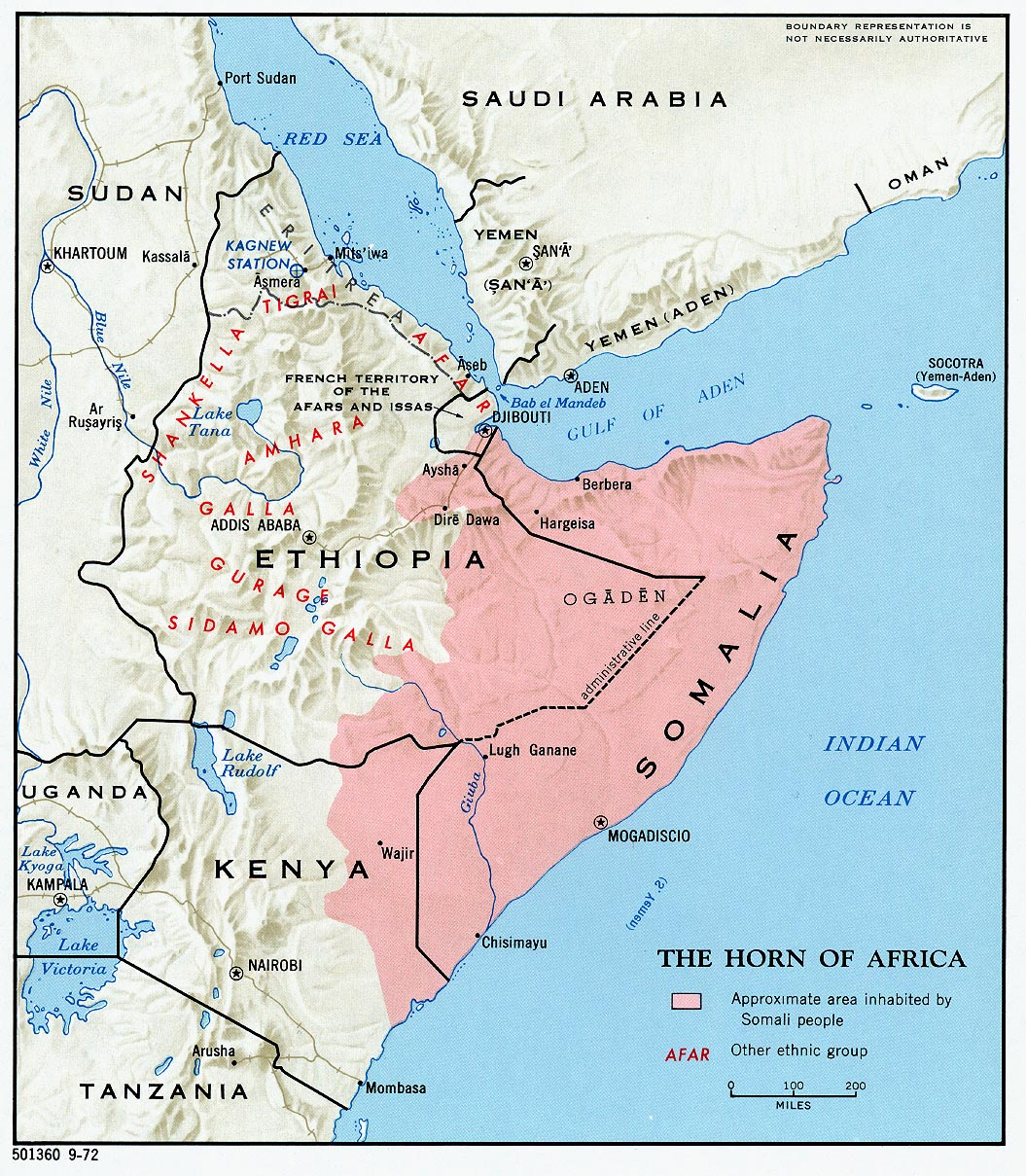
索马里人聚居区

索馬里人是索馬利亞裡最大的族裔群體，大約占全國總人口的85%。他們也佔有吉布地60%的人口。
1990年代初期的現代化發展使索馬里移民逐漸增加，而教育程度良好的人大多前往中東、歐洲、以及北美。在加拿大城市多倫多、渥太華、卡加利、艾德蒙頓、蒙特婁、溫尼伯、還有漢彌爾頓的索馬里人都是來自濱海地區。而一份西元2006年統計資料顯示，索馬里裔移民與其後代是加拿大第69大的族裔群體。
然而，在歐洲的索馬里人分布難以調查，由於近年索馬里社群在歐洲發展迅速。英國國家統計辦公室評估有98,000名索馬里人居住在英國，包含從歐洲各地往英國移動的索馬里人。而在英國的索馬里人絕大多數分布於倫敦、雪菲爾、布里斯托、伯明罕、卡地夫、利物浦、曼徹斯特、里茲、與萊切斯特，集中居住於倫敦。在其他歐洲國家也有人數可觀的索馬里社群，如瑞典、挪威、荷蘭、德國、丹麥還有芬蘭，均在萬人以上。
大約十幾年前，估算有20,000名索馬里人移民至美國明尼蘇達州，而現今明尼蘇達雙城（明尼亞波利斯與聖保羅）有著全北美最大的索馬里社區。明尼亞波利斯城裡有數以百計的索馬里零售商店以及提供服務的單位，像是皮鞋商店、銀樓、潮流商店、清真肉品鋪、金融互助會、以及金錢兌換中心。而以社區為主要客戶的租片店也會上架最新的索馬里電影以及音樂。索馬里人則大多居住於明尼亞波利斯的錫達河濱區。
在阿拉伯聯合大公國有一個龐大的索馬里社區。索馬里商家占據了杜拜市中心的德伊拉街，而他們創造的出口產值只小於當地的伊朗社區。杜拜街上林立的網咖、旅館、咖啡廳、餐館、以及進出口貿易中心都是索馬里人商業精神的展現。總部設於杜拜的非洲之星航空公司是索馬里人所擁有的三間航空公司之一。
除了他們在大索馬利亞的傳統領域，一個大多由企業家、學者與學生構成的索馬里社區也存在於埃及。再者，在蘇丹有一個歷史悠久的索馬里社區。那裏的索馬里人大多群居在首都喀土木城北，而他們的身分大多是學生與生意人。近年，索馬里的企業家們在肯亞建立起了名聲，他們光是在肯亞首都奈洛比的艾斯德雷區（又稱：小摩加迪休）就投資了十五億美元。而在南非，索馬里商人為西開普省的違建區居民提供了大多數的零售服務。

### 語言
索馬里語屬於亞非語系（閃含語系）庫希特語支。它的近親語言是阿法爾語跟薩何語。索馬里語是庫希特語支裡最被詳細記錄的語言。關於它的研究可追溯至西元1900年以前。
索馬里語使用者的確切數量無法得知。其中一份來源評估在索馬利亞的使用者有七百七十八萬人，且全世界共有一千兩百六十五萬索馬里語使用者。索馬里語被索馬利亞居民和各地的索馬利亞移民所使用。
索馬里語分成三大方言: 北索馬里、班納迪爾以及美伊。北索馬里方言(又稱中北索馬里方言)是索馬里語中的標準方言。班納迪爾方言(又稱濱海索馬里方言)的使用人口分布從阿德雷到南部濱海城市馬爾卡間的沿海區域，包含首都摩加迪休，到中部內陸地區。相較於標準方言，濱海方言多了一些額外的音素。美伊方言則是被南方部落迪吉爾與米利佛(合稱為拉哈偉)所使用。
索馬里語已經套用過許多不同種的書寫系統。而最廣泛使用的書寫系統為拉丁字母，且在西元1972年十月時被時任總統穆罕默德·西亚德·巴雷引用並確立為官方書寫系統。此系統由索馬里語言學家席雷·亞馬·阿美得為索馬里語量身打造。他使用了全部的拉丁字母，除了p、v、還有z。除了拉丁書寫系統，其他使用過好幾個世紀的系統包含阿拉伯字母系統以及瓦大德字母系統。至於其他書寫系統則創造於二十世紀，包含奧斯曼亞字母、博拉馬字母以及卡德雷字母，分別為奧斯曼·尤瑟夫·肯納迪、阿布杜拉曼·謝克·努爾和胡塞因·阿美得·卡德雷所創造。
在索馬利亞與吉布地，除了索馬里語以外，身為亞非語系一分子的阿拉伯語也是官方語言。由於許多世紀以來與阿拉伯世界的糾葛、阿拉伯媒體的引進以及伊斯蘭式教育，許多索馬里人也會說阿拉伯語。而索馬利亞與吉布地也都是阿拉伯聯盟的會員國。

## 歷史

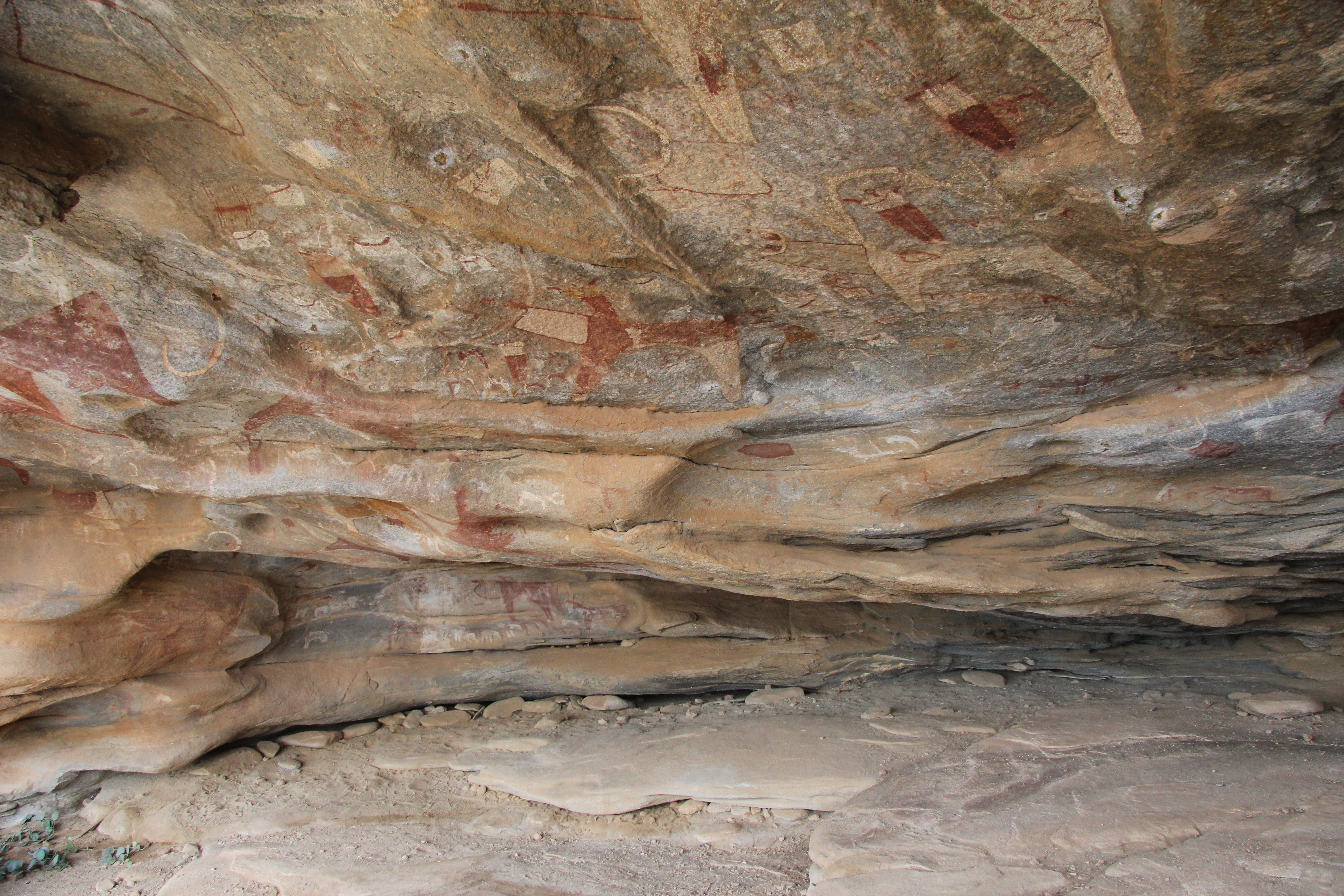
拉斯·吉爾岩洞壁畫群

在北索馬利亞發現距今5000年前古老石壁畫。這些壁畫描繪了當時索馬里人遠祖的日常生活。其中最著名的是拉斯·吉爾壁畫群，這些壁畫保存了非洲大陸最早的岩洞藝術，並且以精緻地描繪田園生活以及人類與動物圖像聞名。然而在索馬利亞北部的但巴林，一幅描繪騎馬男子的肖像畫被認定為是目前已知最早出現的有坐騎獵人。
在石壁畫下面發現了許多篆刻印記，但是考古學家目前尚未破解這些古文字，在石器時代之時，哈爾格薩跟多安文明用產業製造滋潤了此地的文明，在非洲之角索馬利亞發現了第一個墳墓遺址，它大約在西元前四千年時建成，而在索馬利亞北部Jalelo遺址發現的石器被認為東西方舊石器時代交流最重要的最佳證據。
在古代，索馬里人的祖先成為非洲之角地區與其他古文明交流的媒介，索馬里水手跟商人是當時奢侈品，像是乳香、沒藥、香料的主要供應商，而這些貨品被古埃及人、腓尼基人、巴比倫人等民族視為一種很珍貴的貨品，根據專家的研究，傳說中住在邦特之地並且與古埃及做生意的人就是索馬里人的雛形，古邦特人是一個在薩胡拉王到哈特謝普蘇特女王之間跟法老埃及有密切關係的民族，現今，在遍布索馬利亞周邊的金字塔型、神廟型等石頭建築遺址被認為是該時代的產物。
到了古典時代，索馬利亞瓜達富伊角地區出現許多城邦，例如阿波內、艾希那、薩拉波、尼肯、馬拉奧、戴摩、摩賽倫等，這些城市跟當時的示巴王國、安息帝國以及阿克蘇姆王朝都有貿易往來，而熱絡的貿易使索馬利亞昌盛，後來，在紅海另一端誕生了伊斯蘭文明，前往阿拉伯半島做生意的索馬里商隊接觸了該宗教，並且將它帶回索馬利亞，而這時也有大量來自阿拉伯半島的伊斯蘭移民，所以使大型城市，像是摩加迪休、馬爾卡、塞拉等城全數改信伊斯蘭教，使柏柏伊斯蘭文明至此在索馬利亞扎根，而摩加迪休更被譽為是｢伊斯蘭之城」，並且掌控了數個世紀的東非黃金貿易。

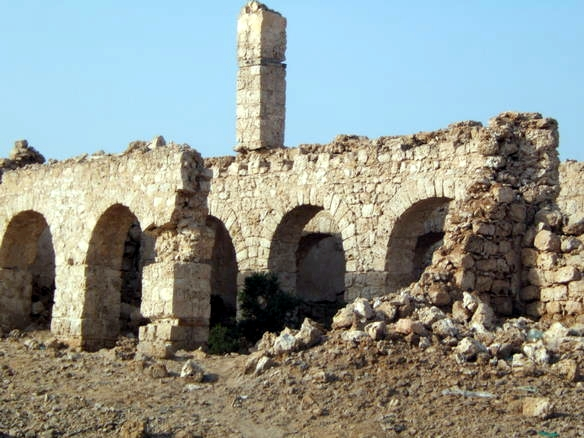
塞拉港的阿達爾蘇丹國城牆遺蹟

定都於塞拉的伊法特蘇丹國瓦拉什馬王朝，統治範圍為現今的東衣索比亞、吉布地、還有北索馬利亞，根據史學家阿烏瑪里的紀錄，伊法特坐落於紅海旁，環繞一周大概需要15-20天，而且他也記載，伊法特主要由7座城市構成，而且坐擁15,000名騎兵跟20,000名步兵，在中世紀時，許多索馬里強權支配該區域的一切貿易活動，像是擅長蓋水利與防禦設施的阿居蘭蘇丹國、首次在非洲大陸使用火炮來征服衣索比亞帝國的阿達爾蘇丹國、以及迫使阿曼帝國割讓拉穆鎮給索馬里蘇丹阿麦德尤素福的格勒迪蘇丹國，還有赫拉人，他們定居於索馬利亞各地，而他們的拿手絕活是石雕方面的藝術，這些人也被視為是索馬利亞人的祖先之一。
19世紀晚期，柏林會議結束時，歐洲強權們帶著軍隊前進非洲之角，列強勢力的進入使索馬里領袖穆罕默德·阿卜杜拉·哈桑召集索馬里勇士們起身對抗殖民政權，他們組成的德爾維希軍團四度成功迫使英國殖民軍退回海岸省份，而且由於德爾維希軍團的成功，德意志帝國跟鄂圖曼帝國提供他們物資援助跟跟政治認同，德意志帝國甚至承認他們掌控的領土為獨立的國家，至於英國人在等待25年之後，終於在1920年時利用飛機空襲德爾維希的大本營塔萊赫，才使他們重新奪回英屬索馬利亞全境的掌控權，而這次的空襲也是非洲大陸首次遭到飛機襲擊。
馬吉爾廷蘇丹國則是另外一個獨立政權，他的崛起時間可追溯至十八世紀早期的東德爾維希地區，然後在下個世紀時，因為奧斯曼穆罕默德蘇丹的統治，蘇丹國的勢力擴展到卡卡爾州、努加爾州、直到索馬利亞中部，並且控制這些地區到二十世紀早期，而馬吉爾廷蘇丹國利用貿易網路來維持與外國列強的關係，也使中央集權能夠確實實施。
在19世紀末期時，馬吉爾廷蘇丹國幾差點因為奧斯曼穆罕默德與他堂兄尤素福阿里克拉蒂政爭而崩壞，而尤瑟夫阿里克拉帝最後自立門戶，在西元1878年成立霍比奧蘇丹國，最初克拉帝計畫奪取堂弟的馬吉爾廷蘇丹國，結果事跡敗露而被放逐到葉門，10年之後，在1870年代時，克拉帝重返非洲之角，並且帶回許多名哈德拉毛傭兵跟志願軍，在他們的幫助之下，克拉帝攻克哈維耶部落群，並且在1878年建立霍比奧蘇丹國，跟馬吉爾廷蘇丹國一樣，他也有一個中央集權的政府，而且具備各項組成獨立國家的要素，如官僚體制、世襲貴族、國旗、還有軍隊，兩個蘇丹國都有留下當時的文字記錄。
1888年年末，尤素福阿里克拉蒂跟義大利王國達成共識，使他的霍比奧蘇丹國成為義屬索馬利蘭，而奧斯曼穆罕默德在隔年也跟一大利簽屬一份差不多的條約，兩個蘇丹國都想要利用外國勢力來牽制另一方，並且寄望維持蘇丹國的獨立，而義大利是覬覦博薩索港的使用權，因為這個港位於進出亞丁灣與蘇伊士運河的要衝，而義大利在條約中寫明"不會干涉蘇丹國內政"，而蘇丹國則要行使義大利的治外法权跟接受義大利的監控，作為軍火跟補助款的回報，而義大利人也同意派任兩位大使級外交官前往兩個蘇丹國，目的是為了提升蘇丹國利益，新的保護協定生效後，義大利利用一間特許公司的名義，委任文森佐費倫那第為義屬索馬利蘭總督，而在1894年5月5日簽訂的英義協定中承認馬吉爾廷蘇丹國的巴丹區的統治權正式移交給英國，後來隨著義大利勢力逐漸深入，兩個蘇丹國在20世紀初正式被併吞，然而北方的馬吉爾廷蘇丹國並沒有像南方的霍比奧蘇丹國一樣徹底執行當年與義大利的條約。
第二次世界大戰時，英國進佔義屬索馬利蘭，接著在1945年波茨坦會議後，聯合國將義屬索馬利蘭的託管權交給義大利，可是附帶的條件是：要接受索馬利亞青年團還有其他索馬利亞地方政治團體的監督，這項政策使義屬索馬利蘭在10年後獨立，而英屬索馬利蘭一直到1960年才脫離英國的掌控。
受聯合國之託的義大利在託管索馬利亞之餘，順便教索馬利亞人如何治國以及練習成立自治政府，這些知識是即將併入索馬利亞的英屬索馬利蘭人所欠缺的，英國也沒有開設此種課程，雖然殖民政府在1950年代想盡辦法要彌補之前忽略的進度，但是為時已晚，兩地對於政治經驗跟經濟發展的差異使統一之後出現了巨大的分歧，然而，在1948年，英國不顧同盟國的壓力跟索馬里人的抗議，償還霍德跟歐加登（均位于今埃塞俄比亚索马里州，索馬里人重要牧區，1884年跟1886年成為英國保護地）給衣索比亞，而這兩個州會被割讓給衣索比亞的原因是根據1897年的條約，由於衣索比亞皇帝孟尼利克二世協助英國平定索馬里游牧部落的反抗行動，所以英國割讓這兩個索馬里人的土地作為酬勞，衣索比亞在得到土地之後馬上宣示主權，雖然英國在1956年試圖用金錢把那兩個州買回來，但是沒有如願，英國也把索馬里人占多數的肯亞東北省移交給肯亞獨立右派，縱使該地的索馬里人渴望加入索馬里共和國。
1958年，鄰國吉布地（當時稱為法屬索馬利蘭）在索馬利亞1960年獨立前夕舉辦了一場公投，決定是否加入索馬利亞或是繼續當法國附庸，而開票的結果顯示吉布地國民偏好繼續給法國統治，事實上，結果會是繼續成為法國屬地的原因是：除了當地歐洲人跟阿法爾人選擇支持法國外，法國殖民政府還在投票所前驅逐索馬里人前往投票，而多數投"加入索馬利亞"的索馬里人都是時任殖民政府副委員長穆罕默德·哈爾比的跟隨者，哈爾比在兩年後死於墜機意外，至於吉布地一直到1977年才從法國獨立出來，第一任總統由在1958年公投反對加入索馬利亞跟法國的哈桑·古萊德·阿普蒂敦擔任，他的任期從1977年到1991年。
英屬索馬利蘭在1960年6月26日獨立成為索馬利蘭國，5天後索馬利亞託管區（前義屬索馬利蘭）也完成獨立，同年7月1日，兩個索馬利蘭合併成為索馬里共和國，亞丁·阿卜杜拉·奧斯曼·達爾為總統、阿卜迪拉希德·阿里·舍馬克為總理（他後來在1967到1969年擔任總統），1960年完成的新憲法草案在1961年7月20日經過公民投票後正式生效，1967年穆罕默德·哈吉·易卜拉欣·埃加勒經過總統阿卜迪拉希德·阿里·舍馬克的任命成為總理，而他後來成為北部索馬利蘭自治共和國的總統。
1969年10月15日，索馬利亞時任總統阿卜迪拉希德·阿里·舍馬克在視察北方城市拉斯阿諾得時，被隨扈槍殺身亡，接著在1969年10月21日時（國葬後一天），掌握軍權的穆罕默德·西亞德·巴雷少將領導的最高革命委員會（SRC）在總統死亡後取得領導權，隨後改國名為"索馬里民主共和國"，並且解散最高法院與國會，還廢止了憲法，最高革命委員會大舉進行公共建設，並且實施城鄉識字計畫，使文盲率大幅下降，除此之外，由於強調與傳統宗教連結的新政府產業土地建設方針跟阿拉伯世界接軌，所以索馬利亞在1974年加入阿拉伯聯盟，同年巴雷也被任命為非洲統一組織（非洲聯盟前身）的主席。

## 泛索馬里主義
索馬里國家主義建立在一個相同語言、族群、文化和種族的大索馬里的概念之上，最早的起源可追溯到20世紀由穆罕默德.阿布都拉.哈珊領導的反抗運動。現今的索馬里西北部，在1935年的前英屬索馬里保護區誕生了第一個索馬里國家政治組織-索馬里國家聯盟（SNL）。同時，在這個國家的西北、中央和南方，還有一個於1943年由義屬索馬里創立的組織-索馬里青年團（SYC），而其更奠定了日後託管的基礎，在1947年，原索馬里青年團更名為索馬里青年聯盟（SYL），後成為了早年推動索馬里獨立運動最有影響力的政黨。
- 穆罕默德·阿卜杜拉·哈桑 – 索馬里國家主義者和宗教領袖，其在非洲獨立的風潮中創立德爾維希國
- 穆罕默德·西亞德·巴雷 – 索馬里民主共和國總統，對埃塞俄比亞發動歐加登戰爭

## 信仰與節日

### 宗教
在索馬里的歷史中，伊斯蘭教和索馬里的本土宗教皆非常悠久，早期遭受迫害的穆斯林逃到該地區的不同地方，例如現今索馬里北部的塞拉市，以保護古萊什。而索馬里人是非洲大陸首批接觸伊斯蘭教的人群之一。索馬里人幾乎都是穆斯林，而大多數為遜尼派及沙斐儀學派。

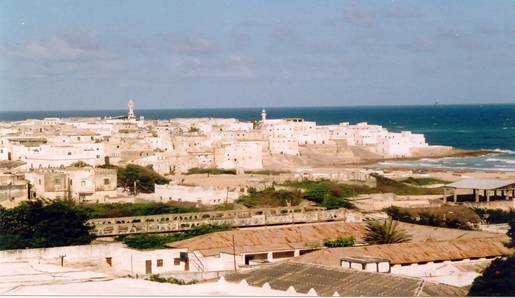
古代索馬利亞的伊斯蘭中心

幾世紀以來，索馬里的伊斯蘭教一直遵循艾什爾里派神學，沙斐儀理學和蘇菲主義，直到最近幾十年，薩拉菲主義的發展規模有擴大的趨勢。至於伊斯蘭宗教領袖對於社群的影響則因地而異，他們對北部地區的影響力大於在南部定居區域的群體。由於索馬里人多為游牧民族，他們較重視生計而非壯大武力，除此之外，宗教人員的重要性在1950年代和1960年代開始萎縮。  在1969年推行科學社會主義及其他革命後，索馬里宗教領袖的地位發生了巨大變化，某些法律和教育的權力已逐漸移轉至世俗政府手上，促使宗教領袖對於政治問題的關注較少，偏向參與民生活動。

### 伊斯蘭教育
當地人民認為女性受教育並非必需的，因此索馬里女孩鮮少有讀書的機會，男孩則是因戰爭變成難民後，而中斷學習。然而在美國的公立學校教育提供免費教育資源，鼓勵索馬里家庭的子女接受教育，使這些移民快速融入異國社群，培養讀、寫的能力。
難民營有時也會提供教育, 班級規模雖然大，但大多數人每天需目擊大量的生離死別，甚至連自己的生命現象都難以維持，無暇顧及學習，而大多數的家庭也無法負擔書籍、制服等雜費，造成難民營的教育實行意願低落。然而古蘭經學校改善了此情況，它為索馬里的傳統宗教教育的基本體系，他們提供伊斯蘭教育給兒童，進而確立他們在國內扮演的宗教與社會角色，也比其他教育分部門教導更多學生。

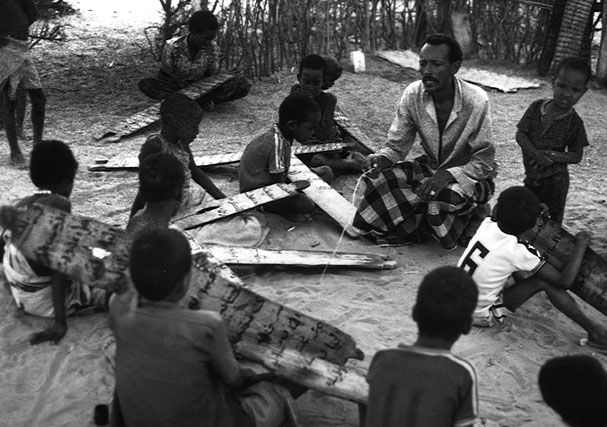
索馬利亞兒童在古蘭經學校的學習狀況

學生在此環境下依靠背誦，學習基本的阿拉伯語，女孩也能接受此形式的教育體系。古蘭經學校的男女比差異較其他小學來的小，約有40％的古蘭經學校的學生是女孩， 但是傳統伊斯蘭教義裡，成年男性仍在社群裡持有發言權與決策能力。甚至，游牧者的經濟條件無法讓他們所有的子女入學。因此, 兒子仍擁有優先接收教育的權力。不少家長也擔憂，失衡的男女比使女孩暴露在眾多男性的環境，造成他們對女兒安全的疑慮。此種缺乏性別隔離的學校，當女孩邁入適婚年齡時，輟學生的比率就會增加，而這些女孩在學校的低出席率，進而成為家中的主要勞
動力，以便母親能出去工作。
除此之外，由於大多數的教育資源來自於鄉下地區，教職員難以擔保這些孩子的智力發展。因此，為了解決這些問題，索馬里政府成立了智育與伊斯蘭事務部，來負責處理古蘭經教育之事項。

### 現況
而散居在索馬里的人們每年都會在伯明翰、倫敦、多倫多和明尼阿波利斯等城市，舉行伊斯蘭籌款活動，許多索馬里學者和專業人士會舉辦講座並回答聽眾的提問。這些活動的目的通常是為索馬里的新學校或大學籌措資金、幫助受到洪水或乾旱影響的索馬里人，抑或建立新的清真寺。
除此之外，數世紀以來，許多重要的穆斯林人物皆來自索馬里社群，其中不少人已經在非洲之角，阿拉伯半島以及更遙遠的地區，大規模發揚伊斯蘭的學習和實踐的過程。
值得注意的是，移民至西方國家的索馬里等其他東非青少年在學校的適應狀況並不理想，由於他們大多數人為穆斯林，常常會受到當地白人學生和教師的排斥和歧視。西方社會為基督教主導的同質性社會，而這些外來的東非移民則被視為不穩定、非主流的團體，因此，為了融入當地社會而不被誤解及邊緣化，這些索馬里移民必須吸收這些西方主流價值和規範，甚至擺脫母語轉以使用英語來迎合以英語為主流的強勢西方文化，儘管這些做法有可能和他們的宗教產生矛盾，但確實能幫助他們更與白人同化。然而，仍有某些索馬里穆斯林為了保存自己原有的宗教及族群文化，這些移民社區開始創立專門的學校，把重心放在東非青年的語言、歷史、文化、宗教等，甚至是這些移民家庭和社區的連結，減緩自身母國文化流失的速度，也能讓白人更了解這些移民的社會資本，使索馬里以及其他東非族裔移民的社會流動有正向發展，也能更適應這個西方社會。

### 重要節慶(伊斯蘭曆)

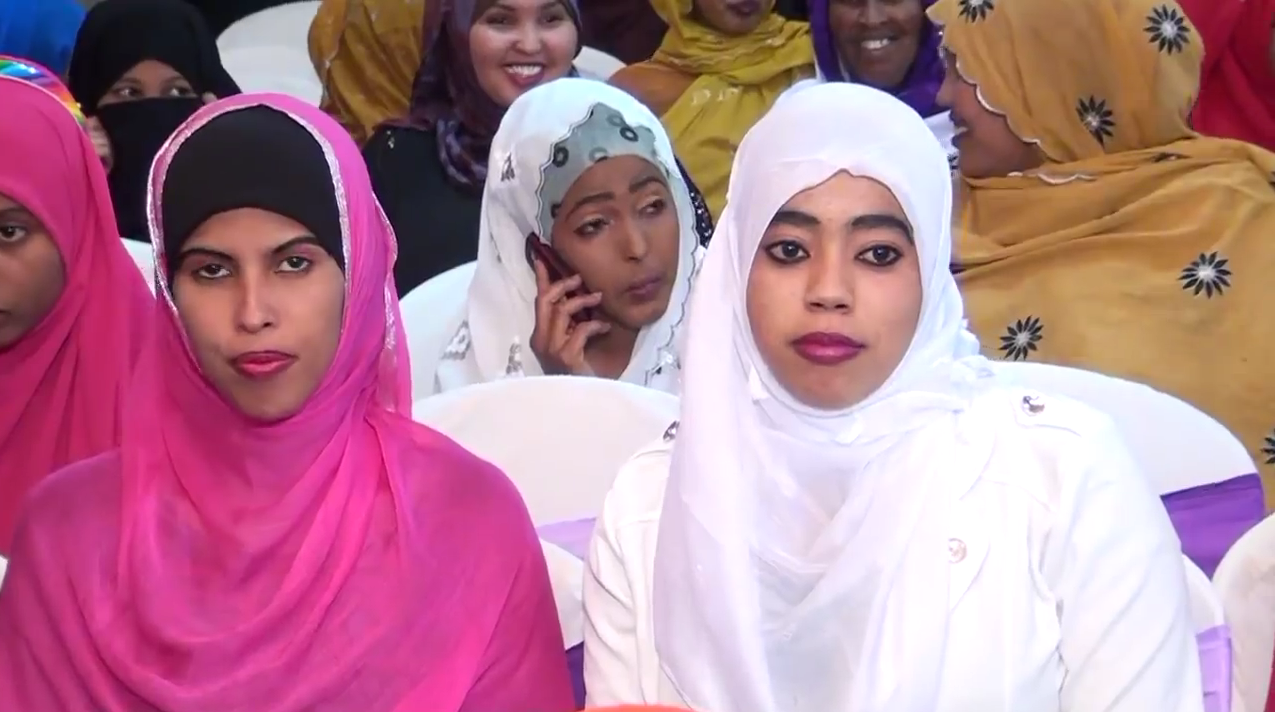
帶著頭巾的索馬利亞穆斯林婦女

3/12聖紀節-遜尼派
3/17聖紀節-什葉派
7/27夜行登霄
10/1開齋節
12/10古爾邦節

## 部落、家庭以及社會分級

### 部落

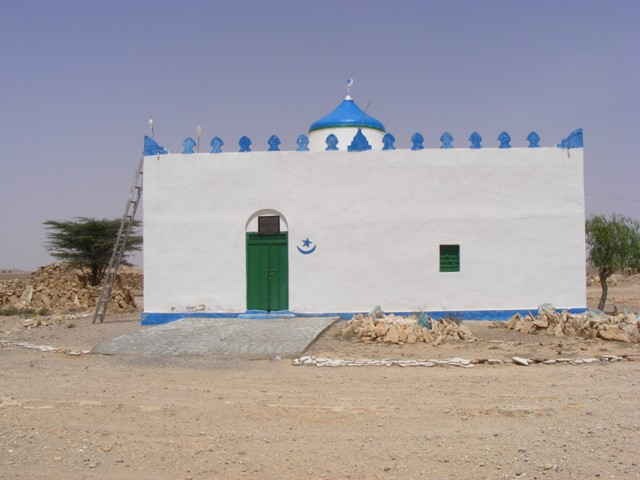
達洛德氏族創始人謝赫達羅德的墓在海蘭

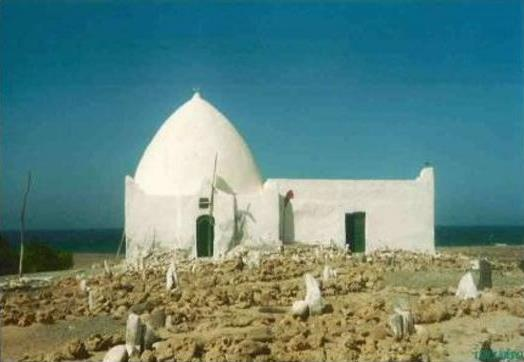
伊撒克氏族創始人謝赫艾撒哈克的墓在邁達。

索馬里人在種族上被歸賴為含米特人種，且深受阿拉伯人帶來的伊斯蘭文化影響。他們被分為許多相異的氏族集團，在索馬里文化和政治中，這些氏族集團富含重要的親屬意義。索馬里人是父系社會，人們被分為好幾個氏族集團和亞氏族。像是世系卡比爾、枯婁、吉里布和萊爾，他們分別代表的是不同的階層。氏族代表最高層級的親屬關係，氏族具有政治屬性，一個氏族通常由氏族頭人或蘇丹領導。親屬關係來自氏族，氏族也是外部政治單位，在政治方面，他們並沒有正式任命的領導者。他們以一個人來自什麼氏族，來評斷一個人。索馬里人主要居住在非洲之角並分為五大主要傳統氏族，分別是傳統的游牧氏族達洛德、迪爾、哈維耶和伊薩克，還有放牧氏族拉漢文 ，而大部分氏族的起頭創始人，估計是現在的索馬里人前六代至十代的祖先。
迪爾、哈維耶、加德納、哈維德和阿珠蘭這五個索馬利亞氏族的最古老共同祖先叫做索馬來，它構成了索馬里最大和最普遍的血統 。薩馬勒族的兩個子族迪爾和哈維耶在今日被視為主要部族，相傳來自薩馬勒族的達伍德跟來自迪爾族的女子結婚，因此建立了迪爾族與薩馬勒族的母系關係。達洛德、迪爾與其他的氏族祖先的墳墓目前是坐落在索馬里北部，因此，傳統上，他們會把北部索馬里當成是索馬里人祖先的家鄉。

### 親屬關係
傳統上，索馬里人的政治組織與親屬關係有密不可分的關係。世系群是由幾個小的世系所組成，而每一個世系都是由幾百個乃至幾千個的成員所組成。每一個世系到現在大約都有四到八代的家族成員。成員們會在政治和法律上互有義務 ，這些義務包含血錢，而血錢就是相同世系的人對其他人造成傷害或死亡時所做的相關賠償。

### 社會分級

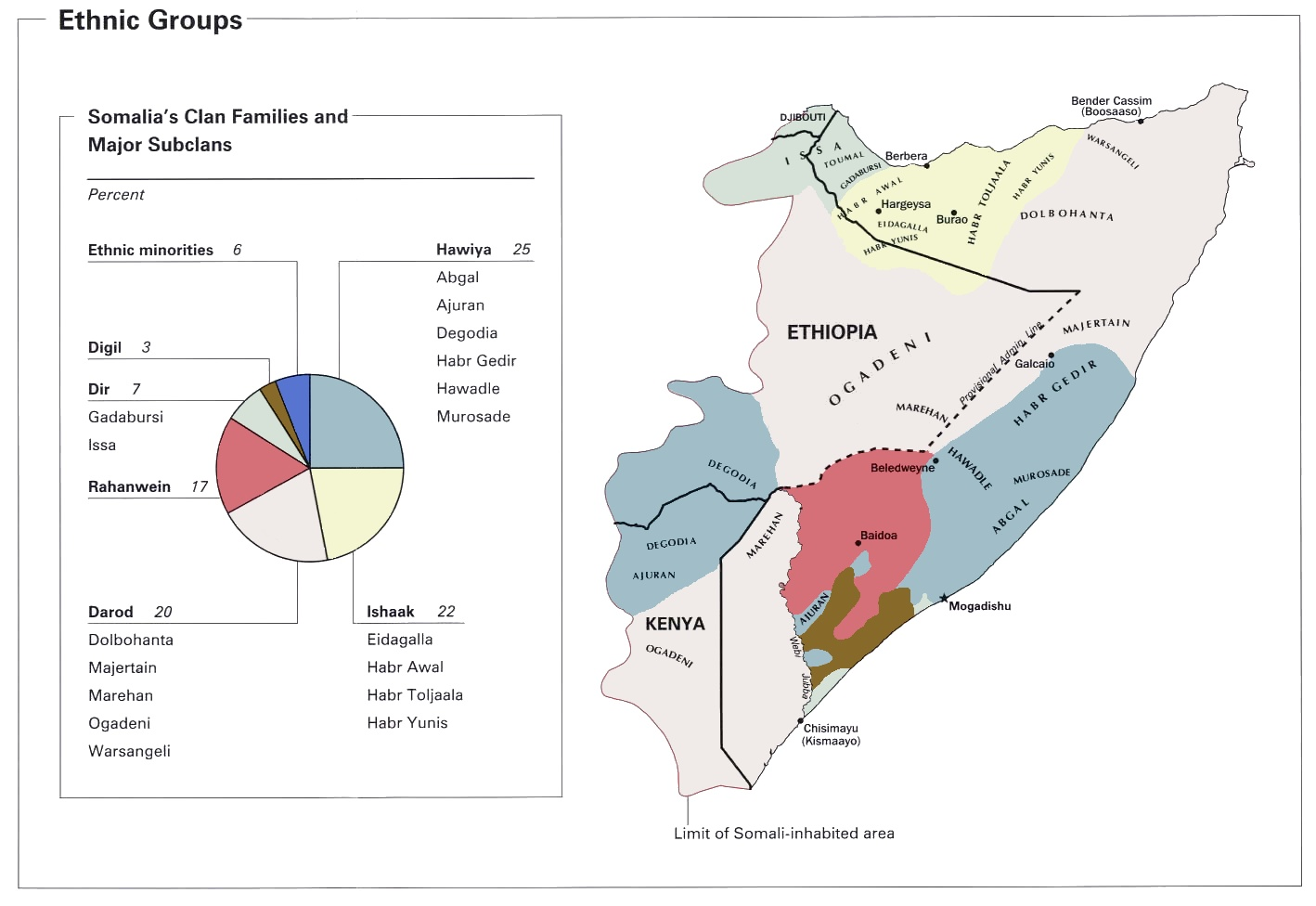
傳統索馬里族裔分佈

和其他非洲民族一樣，索馬里人也有階級制度。根據歷史學家唐納德·萊文的說法，它們的階級分級有四級，分別是高層級氏族、低層級氏族、卡司特階層和奴隸階級。這些嚴格的階級制度和血緣的觀念深深影響索馬里人的政治和氏族的領導階層。
貴族構成了上層階級，他們被稱為比利斯。比利斯是由具索馬里族裔祖先起源的人們組成，他們只能內族通婚，也就是內婚制。令索馬里貴族自豪的是他們屬於高加索人種，與當地其他非洲人不一樣。索馬里貴族相信自己為阿拉伯裔，雖然除了宗教外，他們在文化上已和阿拉伯人不同，但他們仍然透過高貴的阿拉伯血緣，維繫關係。
下層階級的人們則被稱為賽比，因為其特殊的生活方式、相異的語言和不同的文化，而被區分出來第三階層卡司特階層是由是由手工工匠所組成，他們的地位是世襲的。在手工階級中，又分為馬迪班、托馬爾與伊比利亞階級，這三個階級皆是索馬里人中地位較低的種姓，他們會被索馬里其他階層的人歧視，且多年來，他們被剝奪教育基本權利和機會。首先，馬迪班階級，他們傳統的世襲職業多為獵人或執行割禮的人；托馬爾階級的話，他們的世襲職業多為鐵匠或皮革生產者；最後的伊比利亞階級，他們的世襲職業則是巫師，他們會製作一些皮製護身符，來為村中的孩子們抵擋災禍。
根據人類學家弗吉尼亞·盧林的說法，北部的手工種姓與較高等級的種姓有相近的親緣關係，且通常是高加索人種。雖然種族一樣，但是上層種姓的人們卻經常性的污辱下層種姓的人，甚至是剝奪下層種姓的人的基本權利，索馬里人更根據職業以區分一個人位於社會結構中的地位。

### 婚姻

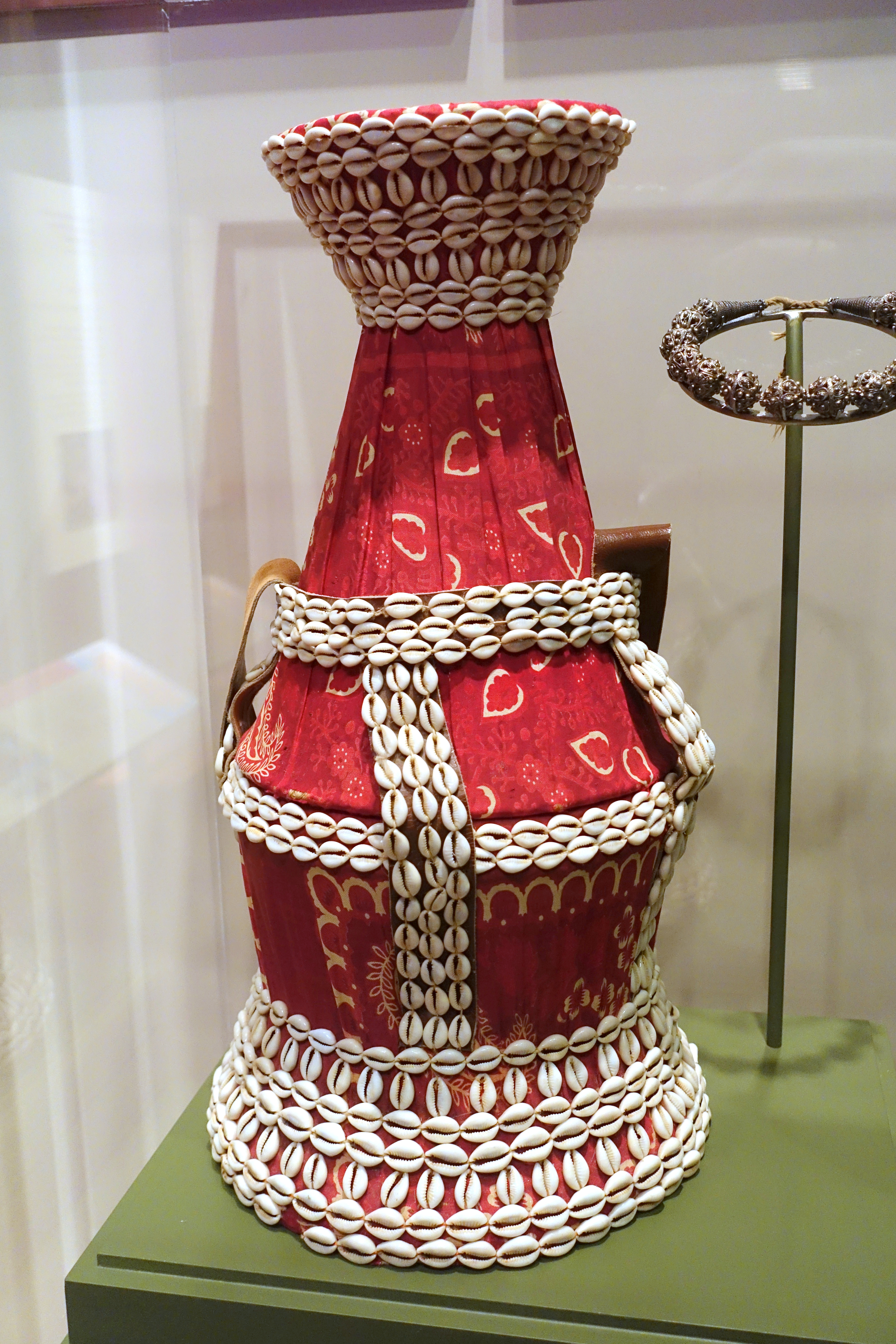
傳統的索馬里婚禮籃

為了加強聯盟關係，對於某些索馬里人來說，不同氏族之間需要互相聯姻，且同氏族之間的婚配是被嚴格禁止的，然而這種傳統的外婚制度實行範圍十分有限，多實行於索馬里北部。對於某些索馬里人來說，因為受到阿拉伯文化的影響，所以在南部摩加迪沙地區，他們實行內婚制，他們認為內婚配偶是確保在不穩定的社會政治環境下宗族團結的手段。然而，儘管在很多方面，內婚制有很大的優勢，但非傳統的內婚制仍然與傳統的索馬里外婚制，產生很大的矛盾與衝突。
索馬里還有一個跨時代性的創舉，1975年發布的索馬里家庭法規定，男女在離婚時均享有財產平等分配，以及個人控制其個人財產的專有權利。在一票穆斯林國家中，家庭法改革最突出的便屬索馬里民主共和國，這項改革使得兩性在財產分配時，獲得一樣的權利。

## 生活方式

### 菜餚
索馬里的菜餚是因地區而有所不同的，且融合了多種烹煮元素。索馬里的食物是其豐富的貿易與商業傳統下的產物。儘管菜餚非常豐富多樣的，但有一件事是所有食物都具有的特徵：所有佳餚都是清真食物。因此，在索馬里是沒有豬肉菜餚，沒有酒的供應，沒有提供自然腐敗的東西(腐屍)，菜餚也沒有血的成分。
早餐對於索馬里人來說是非常重要的一餐，通常會由一杯茶或咖啡來開始。所謂的茶通常是來自北方的衰哈里。主食通常是一個像煎餅的麵包，通常也會搭配燉菜或湯。午餐大多是精心製作的，多種的飯（bariis），最受歡迎的大概是印度香米，通常和山羊或羊肉一起作為主菜。香料如茴香，小荳蔻，丁香，肉桂和鼠尾草是用來提升不同米飯美食的香氣。索馬里人遲至晚上九點才吃晚餐。在齋戒月期間，晚餐通常在泰拉威祈禱之後，所以有時遲至十一點才吃晚餐。

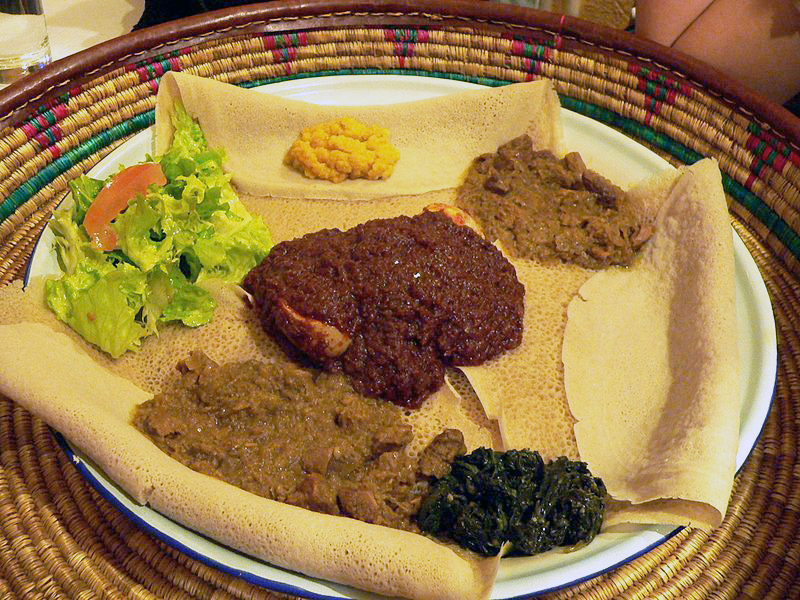
英杰拉

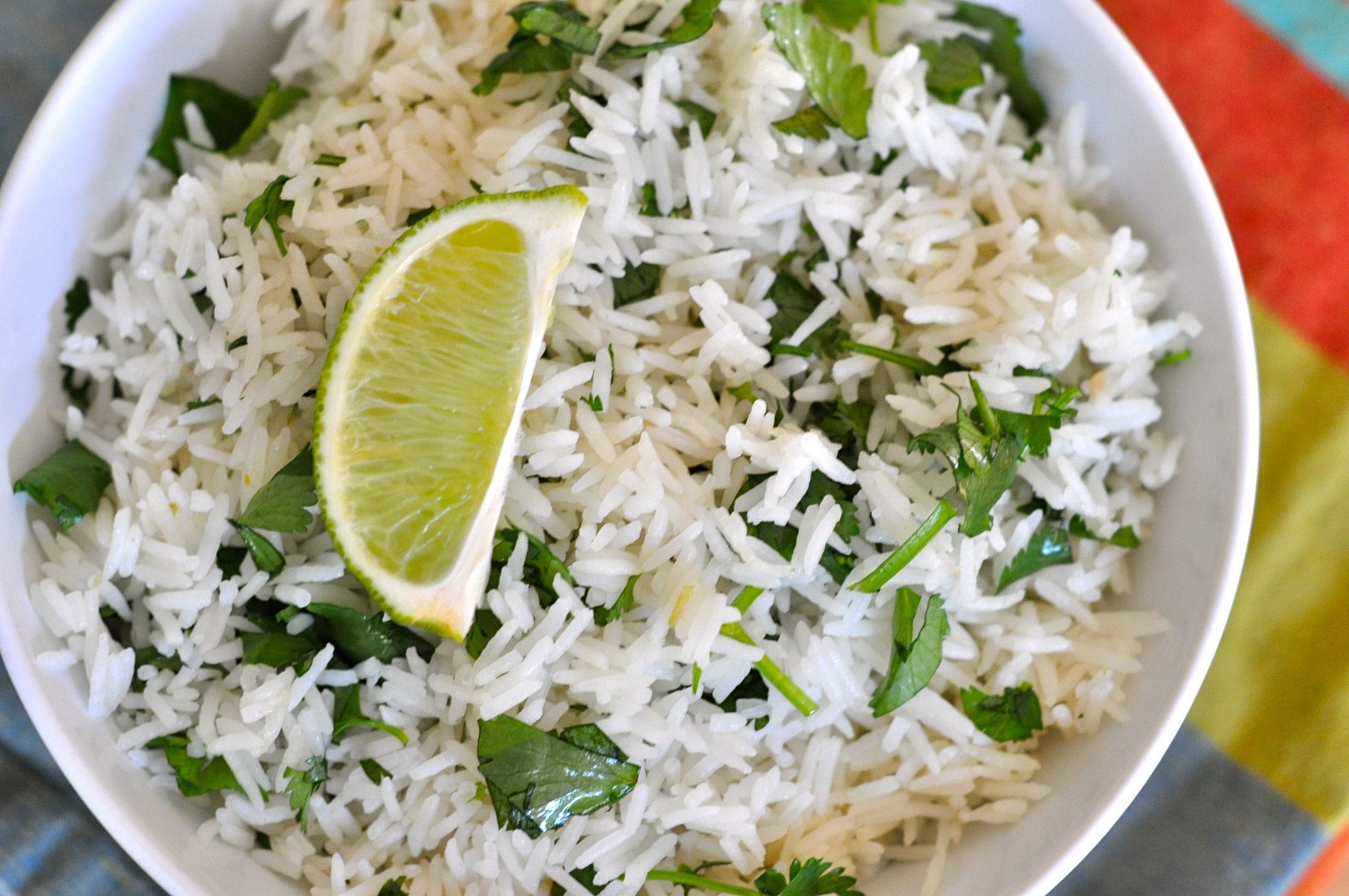
印度香米(basmati)

哈爾瓦是一種在節慶場合常見的甜點，像是開齋節或結婚典禮。它是由砂糖，玉米澱粉，小荳蔻粉，肉荳蔻粉和酥油所製成的，花生有時也會被加進去來增加質地和風味。在用過餐後，家中傳統上會使用乳香或薰香，使用在香爐中通常被稱為達卡德。

### 法律
幾個世紀以來，索馬里人實行了一種習慣法，他們稱之為謝爾（Xeer）。 謝爾是一個多中心的法律體系，沒有專斷的代理人來決定法律應該是什麼或應該如何解釋。大約自七世紀以來，它被認為是只有在非洲之角開發的。 由於在謝爾的命名中缺乏來自外語的藉詞，習慣法似乎是在原地進化的。
謝爾是由一些不變的基本原則定義的，它們與國際法中強制法的原則非常接近：支付血錢（當地稱為diya或mag），通過公正地對待女性確保良好的部族間關係，真誠地與“和平使者”交往，並且避免傷害受到社會保護的群體（如兒童，婦女，虔誠人士，詩人和客人）的生命，至於家庭義務，像是支付嫁妝和製裁延期，有關管理的規則包含使用牧場，水和其他自然資源等資源，為已婚女性親屬和新婚夫婦提供財政支持，向窮人捐贈牲畜和其他資產。謝爾法律體系還要求法律框架內對不同職業進行一定程度的專業化。因此，人們可以找到法官，司法官員，法官，偵察員，律師，證人和警察來執法。

### 建築
索馬里的建築富含多種建築和設計傳統。其建築有非常多種的架構型式，像是城堡、堡壘、清真寺、陵墓、塔樓、古墓、巨石、紀念碑、石碑、寺廟、圍牆、蓄水池、渡槽和燈塔。橫跨大索馬里的古代，中世紀和早期現代時期，它還包括當代索馬里建築與西方設計的融合。
在索馬里古代，被稱為塔羅洛的金字塔結構是一種流行的埋葬風格。今天在全國各地發現數百個這些乾石紀念碑。房屋由類似古代埃及的石頭建造而成。還有一些圍繞定居點的庭院和大石牆的例子，如維家艾德牆(Wargaade Wall)。
在中世紀索馬里歷史的早期，伊斯蘭教的和平引入產生了對阿拉伯和波斯的伊斯蘭建築影響。 這樣做的結果是刺激建築從石塊和其他相關材料轉向珊瑚石，磚塊乾燥以及石灰石在索馬里建築中的廣泛使用。許多新建築設計，如清真寺，都建在舊建築的廢墟上。 這種做法在接下來的幾個世紀裡會一遍又一遍地繼續下去。

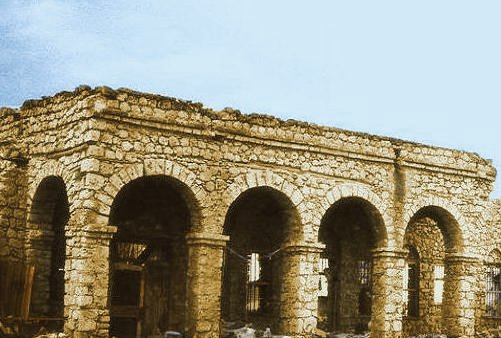
索馬里建築

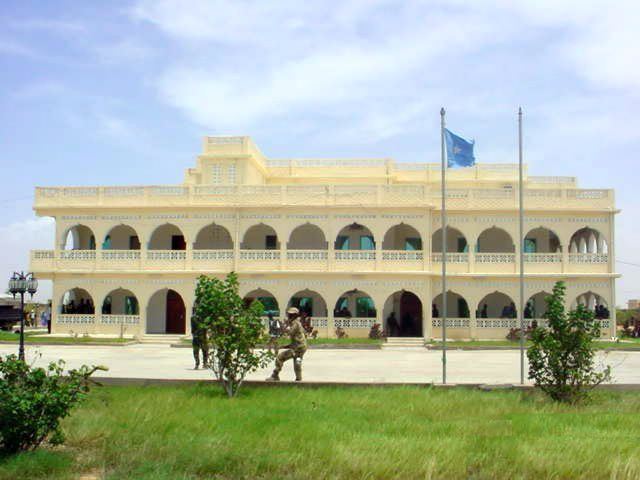
索馬里建築

## 文化
索馬里文化是一個獨立發展的系統，並通過與鄰國和遠東文明，如東北非其他地區、阿拉伯半島、印度和東南亞的相互作用而發展起來。
索馬里的紡織製造是古代紡織工業的延續，木雕，陶器和紀念性建築的文化也是索馬里室內設計和景觀的重要構成部分。另外，索馬里企業的文化傳播可以在它對東南亞影響的美食中發現。 
由於索馬里人民對詩歌充滿熱愛和熱情，索馬里經常被學者稱為“詩人之國”和“吟遊詩人之國”，其中包括加拿大小說家瑪格麗特·勞倫斯。
最後， 所有的這些傳統，包括節日，武術，服裝，文學，體育和遊戲如沙克斯（Shax，又稱索馬利亞直棋），都為豐富索馬里的文化遺產做出了巨大的貢獻。

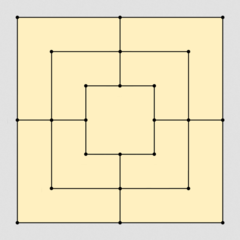
索馬利亞直棋棋盤，同於西方常見的直棋。

### 音樂
索馬里人擁有以傳統索馬里民間傳說為中心的豐富音樂遺產。 大多數索馬里歌曲是五聲音樂。
也就是說，他們只使用五個音高，八度音階為主要音階，而不是使用七度音階（七音階）。 起初，索馬里的音樂可能會被誤認為埃塞俄比亞，蘇丹或阿拉伯等附近地區的音樂，但它最終可以通過自己獨特的曲調和風格來辨認。 索馬里歌曲通常是詞作者（midho），曲作者（laxan）和歌手（Codka或Voice）之間合作的產物。
北部地區的音樂中的傳統樂器包括oud lute（kaban）。它通常在背景中伴隨著小鼓和蘆笛。特別的是，在北方，打擊樂器和金屬樂器並不常見。相反的，南部的河流和沿海地區使用各式各樣的傳統儀器，包括：
Membranophones：nasaro，mokhoddon和masoondhe（高鼓和重鼓），reme，jabbu和yoome（小鼓）;
Aerophones：malkad和siinbaar（長笛），sumaari（雙簧管），fuugwo（小號）buun，muufe和gees-goodir（喇叭）;
Idiophones：shagal（金屬拍板），shanbaal（木拍板），shunuuf（撥浪鼓），tenegyo（木琴）
Chordophones：shareero（七弦琴），kinaandha（琵琶），madhuube（拇指鋼琴），seese（一弦小提琴）

#### 音樂家、藝術家與樂團
- Aar Maanta（英语：Aar Maanta）：索馬里歌手，作曲家，作家和音樂製作人。
- Abdi Sinimo（英语：Abdi Sinimo）：著名的索馬里藝術家和Balwo音樂風格的發明者。Balwo是音樂和詩歌的結合，它的抒情內容通常是關於愛與激情。
- Abdullahi Qarshe（英语：Abdullahi Qarshe）：索馬里音樂家，詩人和劇作家，以其創新的音樂風格而聞名，音樂旋律中包括各式各樣的樂器，如吉他，鋼琴和烏德琴（又稱厄烏德琴oud）。
- Ali Feiruz（英语：Ali Feiruz）：來自吉布提的索馬里音樂家。
- Dur-Dur Band（英语：Dur-Dur Band）：索馬里的樂隊。在1980年代和1990年代的索馬里，吉布提和埃塞俄比亞活躍。
- Guduuda 'Arwo（英语：Guduuda 'Arwo）：一名索馬里歌手。
- Hasan Adan Samatar（英语：Hasan Adan Samatar）：七十年代和八十年代流行的男性藝術家。
- Hassan Sheikh Mumin（英语：Hassan Sheikh Mumin）：是索馬里詩人，劇作家，廣播員，演員和作曲家。
- Jiim Sheikh Muumin（英语：Jiim Sheikh Muumin）：一位著名的索馬里音樂家和演員。
- Khadija Qalanjo（英语：Khadija Qalanjo）：在20世紀70年代和80年代流行的索馬里歌手。
- K'naan（英语：K'naan）：屢獲殊榮的索馬里 - 加拿大嘻哈藝術家。
- Magool（英语：Magool）：著名的索馬里歌手。在索馬里被視為有史以來最偉大的藝人之一。
- Maryam Mursal（英语：Maryam Mursal）：索馬里音樂家，作曲家和歌唱家，其作品由唱片公司Real World製作。
- Mohamed Mooge Liban（英语：Mohamed Mooge Liban）：哈爾格薩廣播電台的索馬里藝術家。
- Mohamed Nuur Giriig（英语：Mohamed Nuur Giriig）：是一位索馬里歌手，專門從事傳統的索馬里音樂。
- Saado Ali Warsame（英语：Saado Ali Warsame）：是索馬里 - 美國創作型歌手和政治家。她擔任索馬里聯邦議會的議員。是索馬里傳統音樂中的一位傑出人物，她的藝術和立法工作集中於政治和社會正義。但於2014年被伊斯蘭分子殺害。
- Sulekha Ali（英语：Sulekha Ali）：是索馬里 - 加拿大音樂家。她在渥太華工作，就讀於卡爾頓大學，在那裡畢業並獲得了人權學士學位（榮譽學士學位）。她對高等教育的選擇明顯的影響了她的音樂，這種音樂以其具有社會意識的歌詞而聞名。
- Waayaha Cusub（英语：Waayaha Cusub）：索馬里音樂樂團。 2013年在摩加迪沙舉辦了國際和解音樂節。
- Mohamed Sulayman Tubeec（英语：Mohamed Sulayman Tubeec）：一名索馬里歌手，詞曲作者和唱片製作人，被稱為聲音之王。
- Jonis Bascir（英语：Jonis Bascir）：索馬里 - 意大利的演員兼歌手。

### 影劇
20世紀60年代初，從索馬里人相當多的傳統故事出發，獨立後立即出現了第一批電影節和長篇的索馬里電影。繼1975年成立索馬里電影局（SFA）監管機構後，當地電影界開始迅速擴大勢力範圍。
在20世紀的70年代和80年代初，被稱為riwaayado的流行音樂劇是索馬里電影業背後的主要推動力量。隨著視頻技術和國家電視網絡的普及，史詩和時代電影以及國際合作的影片也紛紛出現。在此期間，薩拉赫艾哈邁德導演了他的第一部長篇電影“索馬里達爾維什”，專門介紹特維爾州。在20世紀90年代和2000年代，出現了更多以娛樂為導向的電影。這個新興的，基於青年的電影運動被稱為Somaliwood(索馬里伍德)，為索馬里電影業帶來活力，並在此過程中引入了創新的故事情節，營銷策略和製作技巧。
索馬里最早的公共電影展覽形式是意大利索馬里蘭殖民時期重要活動的意大利新聞片。這樣的作品的實例包括索馬里：Gheledi（1913），索馬里意大利（1913）等等......。
在20世紀30年代和40年代，索馬里早期演員和電影技術人員與意大利工作人員合作，在國內製作法西斯電影。其中後者是Dub'aad和青銅哨兵。電影青銅哨兵（Sentinelle di bronzo ）在1937年的威尼斯電影節上被評為“意大利最佳殖民電影”，贏得意大利杯冠軍。
在20世紀50年代後期，羅馬的Cinecitta和第一批索馬里董事之間進行了一些合作。因此，1963年，這是索馬里 - 意大利聯合製作的Hajji Cagakombe的Miyi Iyo Magaalo（“鄉村與城市”或“城鎮與鄉村”），是該國第一部長電影。

### 藝術
索馬里藝術是索馬里人民的歷史和當代藝術文化的融合。這些包括陶器，音樂，建築，木雕和其他類型的藝術傳統。索馬里藝術的特點在於其獨特性，部分原因是索馬里前伊斯蘭神話的退化影響以及無處不在的穆斯林信仰。然而，也出現了較生物藝術描寫的過去的情況下，如金鳥的摩加迪沙簷，古索馬里北部的岩畫和索馬里南部宗教墓葬上的植物裝飾，但這些被認為是罕見的。相反，複雜的圖案和幾何設計，大膽的色彩和紀念性的建築是常態。
藝術的最古老的證據是索馬里半島的史前岩畫。拉斯·吉爾的岩石藝術被認為是非洲一些保存最完好的作品，代表著伴隨人類穿著禮服的奶牛。奶牛的頸部飾有一種腹甲，一些奶牛被描繪為穿著裝飾性長袍。這些畫不僅展示了牛，還展示了一隻家養的狗，幾隻犬科動物和一隻長頸鹿。

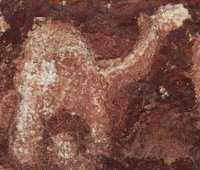
描繪駱駝的史前岩畫

雕刻在索馬里被稱為qoris，在歷史和現代都是索馬里備受尊敬的行業。中世紀時期許多富有的都市人經常使用索馬里最好的木雕和大理石雕刻師來製作他們的內飾和房屋。古代索馬里清真寺的米拉布和柱子上的雕刻是大陸上最古老的一些雕刻。藝術雕刻被認為是屬於男性的，類似於索馬里紡織業主要是婦女事業。在游牧民中，雕刻，尤其是木製品廣泛流傳，可以在最基本的物體上找到，例如湯匙，梳子和碗，但它也包括更複雜的結構，如便攜式游牧民房，水庫。在過去的幾十年裡，門，窗及家具傳統雕刻也已經採取了一種新方法----採用電氣機械，其提供同樣的結果在更短的時間內完成。
索馬里的紡織文化是一個古老的文化，摩加迪沙的索馬里紡織中心至少從13世紀到19世紀後期被認為是印度洋主要的紡織中心之一。它與印度人和後來的美國人在埃及和敘利亞等國內外市場競爭。

### 服飾
在日常活動中，索馬里的婦女通常會穿著guntiino，一條長長的布綁在肩上，披在腰上。該guntiino傳統做出來的純白色布有時會與裝飾邊框特色，該服裝可以穿著許多不同的款式和不同的面料。對於像婚禮或宗教慶典等更正式的場合，女性穿著由棉，聚脂纖維或紗麗織物製成的長而輕的透光薄紗裙。另外，狄拉克是一條長裙，通常由100％棉或棉混紡製成，包括亞麻或聚酯，這件衣服穿在一條滑蓋和一個胸罩上。迪拉克通常閃閃發光，非常豐富多彩，最受歡迎的款式是那些帶有鍍金邊框或線條的款式。這種織物通常是從索馬里服裝店與戈爾馬拉德一起購買的。過去，迪拉克織物也經常從南亞商人那裡購買。此外，索馬里婦女佩戴黃金和白銀首飾的歷史悠久，特別是手鐲。在婚禮期間，新娘經常以黃金裝飾。許多傳統的索馬里女性也穿著金項鍊和腳鍊。

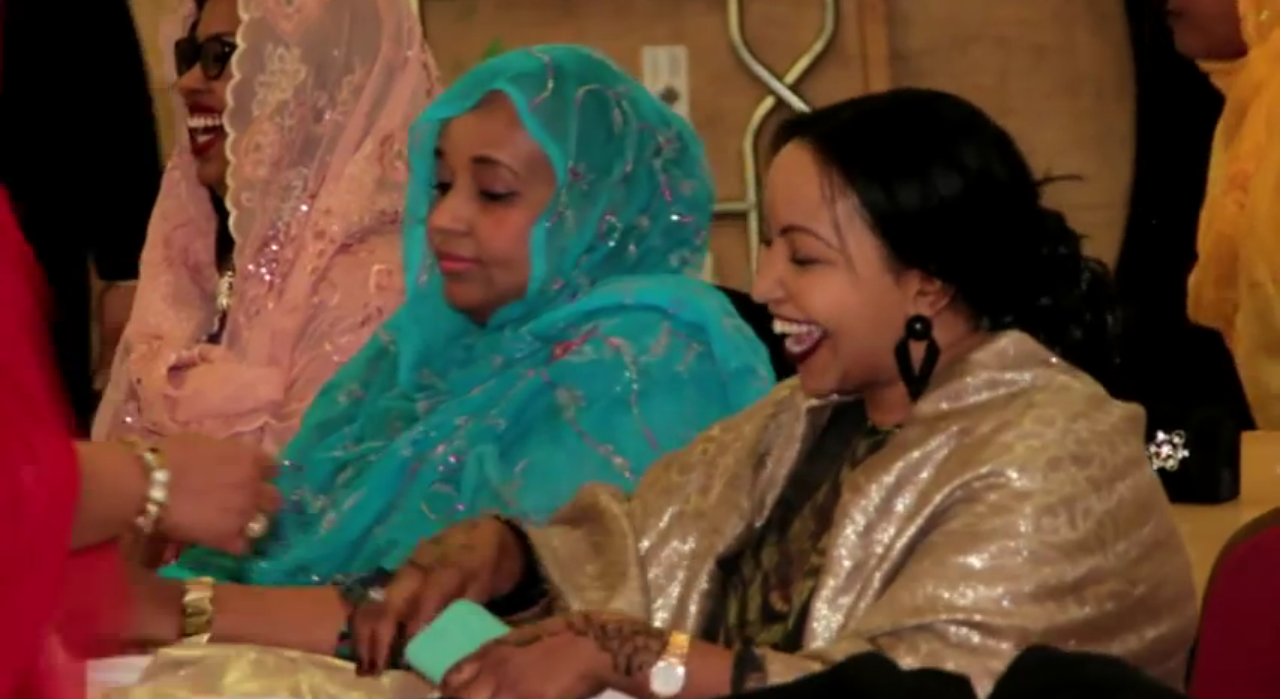
傳統服裝的索馬利亞婦女

另外，如果不穿西服的服裝，例如牛仔褲和T-shirt，索馬里男士通常會穿著腰帶馬卡維尼（ma'awiis），這是一種圍繞腰部的圍裙式服裝，以及裹在身體上部的大布。在他們頭上，常常戴著一頂色彩鮮豔的頭巾或一頂名為koofiyad的繡花帽子。
由於索馬里的進步，並與穆斯林世界的密切聯繫，許多索馬里人也穿了卡米埃斯(Thawb)（索馬里稱khamiis），一種在穆斯林之間相當常見的白袍。而傳統上男性的索馬里服飾由兩塊大布（通常是純白色）組成，一個披在肩上，另一個裹在腰上。有時有刺繡，圖案或邊框。現今儘管可以在一些農村社區找到，但這種服飾已不再普遍。

### 女性割禮
根據聯合國兒童基金會，在索馬利亞，介在4到11歲高達95％的女孩曾受過割禮。
在索馬里文化中，女性必須經過割禮，才會認為是貞潔的，因為他們認為女子的陰蒂是污穢，那些沒接過割禮的女生，會被村子裡驅逐，被男人視為是性開放且不潔的女人，此外通過割禮，意味著女孩可以許配給他人，在女性地位低下的社會裡，唯有婚姻能鞏固女性的地位與生存，因此女性長輩並不排斥割禮，反而多半是由女孩的母親去安排
通常在女孩3到10歲的階段，便會被母親帶去給吉普賽的女人執行割禮，執行的方式是將陰蒂、陰唇割去，然後把傷口縫起來，讓整個陰部只留下一倒小孔，執行完後女孩會遠離家屋一段時間，獨自待在一個地方，直到傷口癒合才能回家，但通常回到家後，隨之而來的，是被父母許配給比自己年長的男子。若割禮過程不衛生，其後的一生，可能會面臨割禮導致的併發症，包含腎病、經血回流、尿道感染、腹腔發炎及不育。
電影沙漠之花便是講述來自索馬里的超模華莉絲·迪里傳奇性故事，講述她曾接受過割禮的經歷，以及她如何靠著強大的求生意志，從沙漠走上美國的模特兒圈的歷程。

## 民族象徵

索馬利亞聯邦共和國國旗

索馬里旗被認為是代表索馬里族群的族群代表旗幟。它在1954年被一位名為穆罕默德·阿瓦爾·利班的索馬里學者在他被索馬利亞託管領地的勞工貿易組織所選上之後而創造。在1960獨立之後，這面旗幟被拿來當作初期的索馬里共和國的國旗。在旗幟正中央的五角星代表著索馬里族群居住在大索馬利亞的五個區域。

## 文學

### 類型

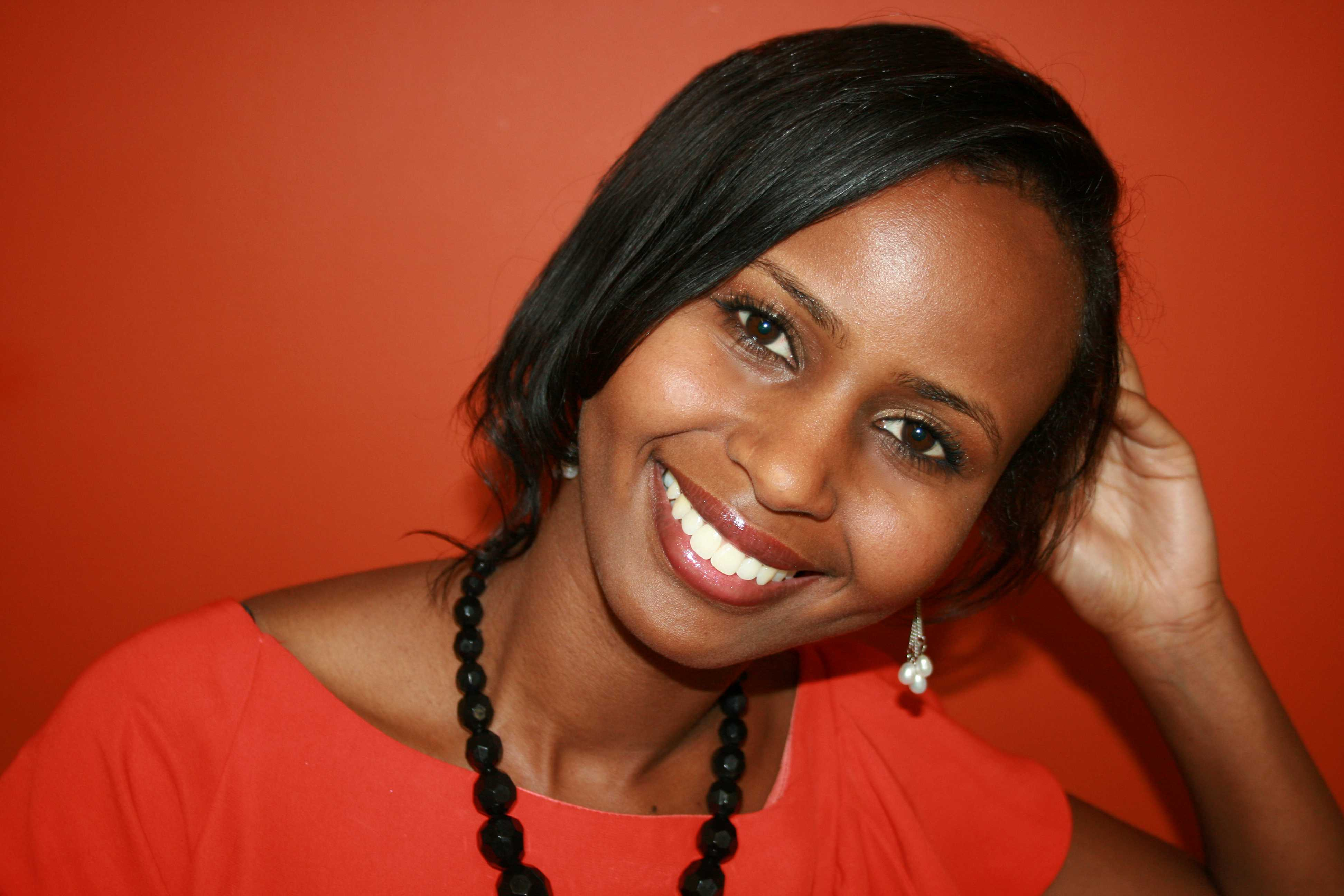
索馬里著名小說家納迪法·穆罕默德

索馬里學者創作了很多類型的伊斯蘭文學，例如詩歌、聖訓等。由於在1972後，人們逐漸將索馬里語以拉丁字母來書寫，許多當代作家也因此發表了不少小說，其中一些作品已經獲得全世界的讚譽。早期索馬里的大部分文獻都是索馬里神職人員採用阿拉伯字母和瓦達德書寫系統。而酋長偏好用阿拉伯語的禮儀語來寫作。這些歷史手稿主要包括伊斯蘭詩歌和聖歌，及謝赫·烏伊斯（Sheikh Uways）和謝赫·伊斯馬希爾·法拉赫（Sheikh Ismaaciil Faarah）的索馬里詩歌。而其他現有的歷史文獻主要由阿拉伯文的文件翻譯而成。
索馬里社會在傳統上並無讀、寫的溝通模式，他們透過口述的方式，例如：故事、戲劇、笑話、謎語、諺語和詩，來傳達意念。諺語可以在鄉下的和都市的社會中的日常生活中耳聞。 謎語則普遍被遊牧民族使用, 索馬里人藉由複雜的謎題述說給對方，測試彼此知識和智力。移居國外的索馬里人亦常在學校和社區背景中朗讀詩歌。擅長英語的索馬里青少年也喜歡閱讀並講述索馬利人的民間故事和笑話。這些口頭文本時索馬里人的集體生存記憶和共同生命經驗。他們所敘述的故事大部分為寓言，通常以動物來比喻負面的個性和行為舉止，例如：貪慾，竊盜，說謊，懦弱。

## 基因學

### Y-DNA
根據Sanchez和Cruciani的Y染色體研究，索馬里人與在北非的亞非語系有父系關係，除了包含大部分索馬里人的Y染色體， E1b1b的單套群也在衣索比亞、蘇丹人、埃及人、柏伯人、北非阿拉伯人與許多地中海人口的父系DNA中，佔有很大的比例，Sanchez 觀察E1b1b的 M78 (E1b1b1a1)亞枝，出現在約 70.6%的男性索馬里人案例中。根據Cruciani的研究，非洲之角（索馬利亞和阿塞俄比亞地區）亞單倍群的出現，可能代表著這個族群是來自埃及與利比亞的一次古遷徙。繼單套群 E1b1b之後，西亞的 T(M184) 單套群是索馬里人的第二常見Y染色體單套群。 這樣的進化枝出現在超過 10%的男性索馬里人體內中 ，其中在德雷達瓦的索馬里亞人有82.4%，而在吉布提的約74%。T單套群像是單套群 E1b1b也特別常見於其他北非、馬格里布、中東與地中海。

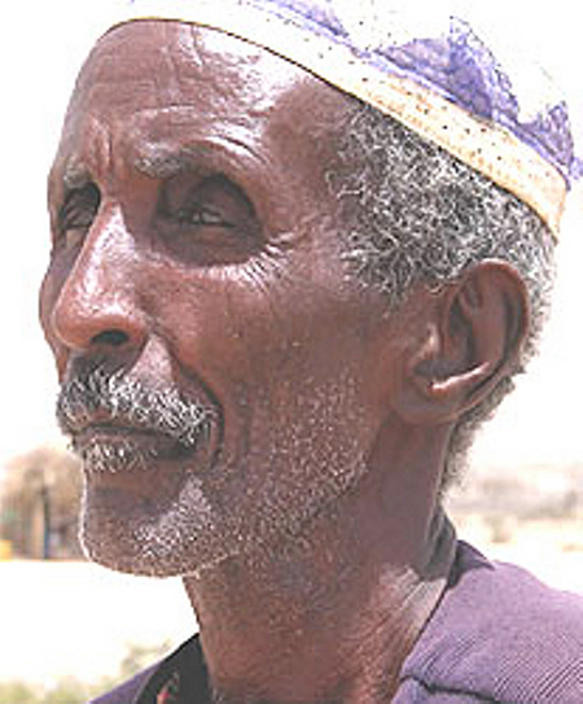
头戴穆斯林礼拜帽的索马里老人

### mtDNA
根據 Holden  and Richards的 mtDNA 報告， 索馬里人很大一部分的母系血統由Ｍ1單套群所組成，這個粒線體的進化枝常見於衣索比亞人與北非人，特別是埃及人和阿爾及利亞人，M1單套群被相信起源於亞洲 where its parent M clade represents the majority of mtDNA lineages. ，在亞洲Ｍ進化枝代表mtDNA血統的大部份，這個進化枝也同時被認為與亞非語系家族有關係。
此外，研究分析來自三大洲的人，分別是利比亞、索馬里、剛果、贊比亞，共250人，一開始的結果指出薩哈拉沙漠以南並沒有明顯的M1單套群，然而在北非與東非的測試者身上，有超過 20%的M1單套群。在所有案例中，唯獨撒哈拉以南的人有幾乎全部的L1 orL2的單倍群，也發現有同質性的M1單套群。這樣的生態群可以顯示出這些地區的歷史可能有相關聯。

### Autosomal DNA

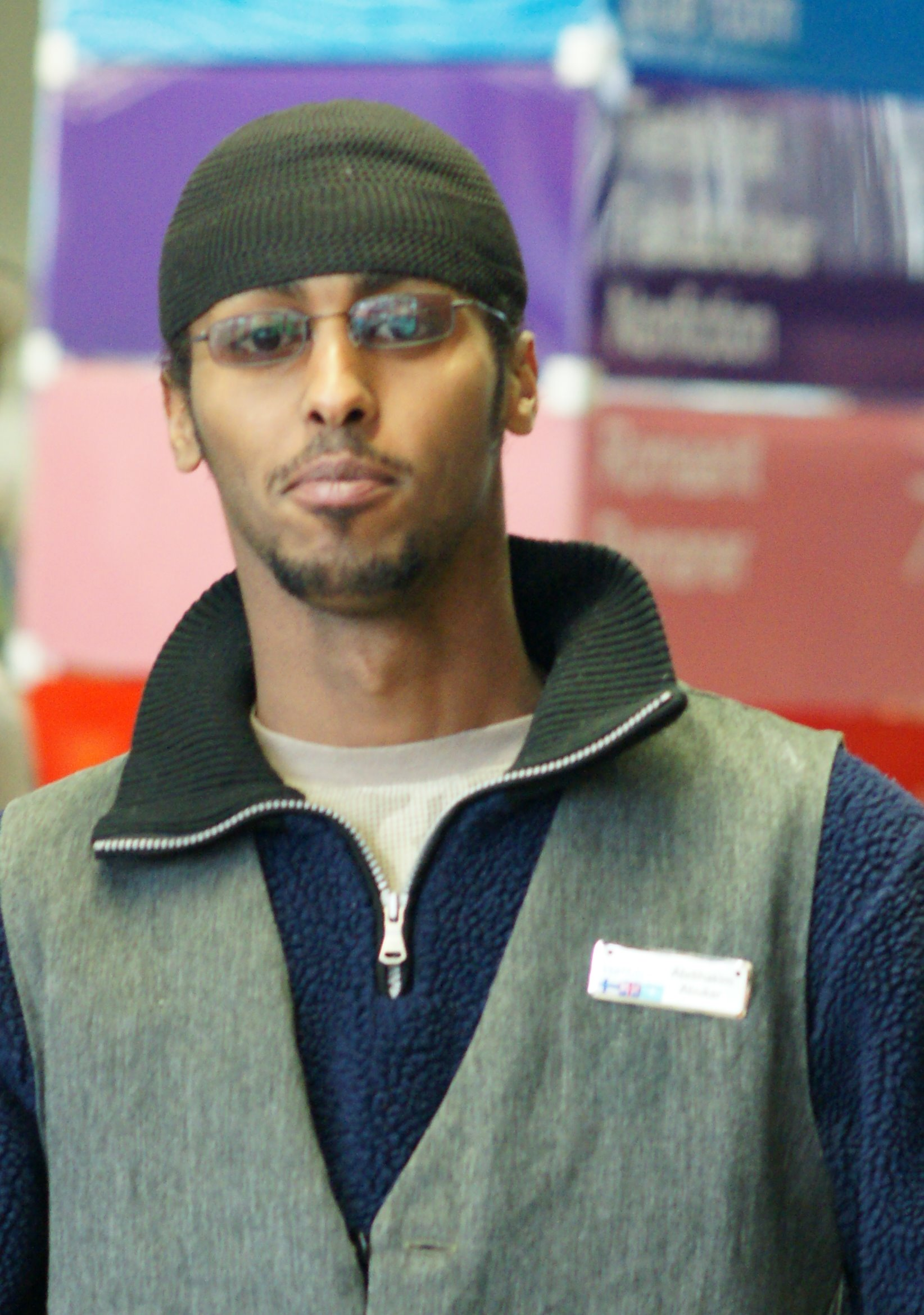
肤色偏白的索马里男子

根據  Hodgson的體染色體報告指出，亞非語系由一群沒有非洲基因的古老族群帶進非洲與近東，研究者稱這些人是埃塞俄索馬里人。而這群古老族群是今日在非洲之角的亞非語系人口組成，也是許多索馬里亞人的祖先。目前認為埃塞俄索馬里人與馬格里比非非裔的基因最有關係，而他們基因上，也與23000前的非非裔有所區隔。
基於這樣的論述，研究者認為原本的埃塞俄索馬里人跨越西奈半島到東北非，也就是從近東到農耕前期的地區。而這群埃塞俄索馬里人在抵達後，分裂為兩個分支，一群向西前往馬格里布，另一群向南前往非洲之角 。而從古基因分析出，在非洲之角的祖先近似於新石位器時代時，位於黎凡特的農耕人口。

### HLA antigens
人類白細胞抗原的分析以幫助確認了索馬里人的背景，因為單倍群出現在不同人口的機率皆不同 ，根據Mohamoud的論文
，索馬里人的HLA抗體並沒有和其他國際上的民族分類在一群。因此Mohamoud分析了住在英國西部，76個互不關聯的索馬里人的人類白細胞抗原。透過使用特異性寡核苷酸探針，發現 HLA -A, -B, -C and DRB1抗原以聚合酶連鎖反應的形式出現。另外，表現型基因、基因頻率、單套型的頻率，也都是研究索馬里人與其他相關民族的考量因素。
在眾多單套的人類白細胞抗原，B7-Cw7, B39-Cw12, B51-Cw16, B57-Cw18抗原出現在索馬里人的體內機率最高，這意味著索馬里人在基因上，與阿拉伯人和高加索人種較為相近。而這樣的假設是由許多以文化與歷史證據以及索馬里人起源所支持的。

## 索馬利亞研究

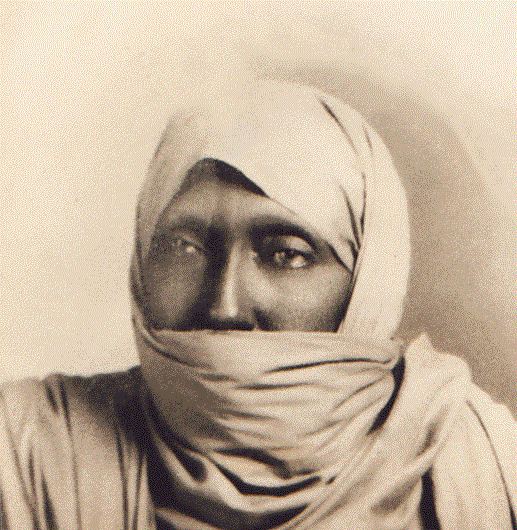
索馬利亞文先驅奧斯曼·尤瑟夫·肯納迪

關於索馬里和大索馬里研究在學術界統稱為索馬里研究，其中大索馬利亞，指的是非洲之角上索馬里人的聚居地。除了索馬利亞（索馬利蘭），還包括了吉布地、衣索比亞的歐加登地區和肯亞的東北省。此研究包含了人類學、社會學、語言學，史學及考古學。並從索馬里早期的編年史，記錄和口頭文獻中尋找資料，以及來自非洲之角和中東地區的探險家和地理學家關於索馬里人的書面記錄與他們的傳統習俗。自1980年7月6日至13日，在摩加迪沙首次舉辦國際索馬里研究大會，往後世界各地著名的索馬里主義學者每年聚集一堂，討論該領域的發展。第十屆研究大會於2007年12月在吉布提市舉行。除此之外，三年一度的索馬里研究會議也聚集了不少索馬里研究學者和專家，而負責管理索馬利亞研究之領域的主要組織為索馬利亞研究國際協會。

### 重要期刊[141]
Bildhaan-an international journal of Somali Studies
SOMALI STUDIES–A Peer-Reviewed Academic Journal for Somali Studies
Horn of Africa-an independent journal 
Anglo-Somali Society Journal

### 起源
十八世紀和十九世紀的索馬里學者，開始對索馬利亞的宗教、語言和歷史進行研究，被視為當代索馬利亞研究的起源。由於地理因素，北非，西亞，南亞和東亞等地區的學者也著手關注此領域。在二十世紀早期，其他學科如人類學、社會學和考古學亦逐漸將成為索馬里研究的一部分。過去的學者出版了許多與索馬利亞歷史和科學有關的教科書，包括索馬利亞語、天文學、地理學和索馬里哲學。資料大多從古代索馬利亞文化資料庫引用。後來也記錄了不少索馬利亞的占星、氣象和日曆，著重於傳統索馬里科學、索馬里天氣預報、天文學和占星術，以及索馬里傳統牧區的星空、季節和天氣的術語和應用，這些皆被視為索馬利亞研究重要的一環。

#### 考古學
索馬利亞考古的首例可回溯至十九世紀，當時法國探險家喬治·雷沃爾（George Revoil）在索馬里北部發現了幾處古代遺址，並挖掘大量的玻璃和陶器，包括羅馬陶器。獨立後，索馬利亞政府官員和蘇聯一同與英國考古學家合作，於1970年代開始索馬利亞各地進行挖掘。1975年末，內維爾.奇蒂蒂克(Neville Chittick)率領英屬索馬利亞考古探險隊至索馬利亞北部展開調查。在當局的資助下，探險隊發現了許多歷史文物和建築物，包括古代的硬幣、陶器、石塊建築物、石標、清真寺、圍牆、立石和平台紀念碑。這些文物可以證明，前伊斯蘭教的起源與成書於一世紀的《紅海航行記》(Periplus of the Erythraean Sea)及其他文獻中所描述的古代定居點有關。

#### 人類學
即為人類學家研究索馬利亞人的生活方式。索馬利亞人類學家在各式書籍和論文中記載了傳統索馬利亞社會體系，如古代習慣法-謝爾（Xeer）和宗族體系，並描述了它們在索馬里社會中的作用。在關於伊斯蘭研究方面，I.M.Lewis、Said Sheikh Samatar、Lee V.Cassanelli等學者撰寫了關於索馬利亞傳統社會穆斯林結構的書籍，大多與索馬利亞文化和習俗有關，也概述了不少索馬利亞族群的起源。

#### 語言學
索馬里研究著重於索馬里語和其他亞非語系之間的相互關係，而索馬里是迄今為止該語系裡庫希特語族裡記錄最完整的語言，其學術研究可追溯到1900年以前。 Bogumil Witalis Andrzejewski、Giorgio.Banti、Annarita.Puglielli、Cabdalla.Cumar.Mansuur、Mohamed.Haji.Rabi、Mohamed Diriye Abdullahi和Martin Orwin等學者被認為是研究索馬利亞語的最重要的學者。不少其他語言學家也重視方言的部分、索馬利亞語書寫之標準化，以及與阿拉伯語的連結。